# ЗиУ-7
ЗиУ-7 — советский  опытный высокопольный троллейбус средней вместимости для внутригородских пассажирских перевозок, производившийся с 1966 по 1969 годы на Заводе имени Урицкого в городе Энгельсе Саратовской области (в настоящее время АО «Тролза»).

## Описание и общие характеристики
Названием машины является аббревиатура полного названия завода-производителя, которая также служила и его торговой маркой до переименования предприятия.
ЗиУ-7 явился результатом модернизации модели ЗиУ-5 с переносом передней двери за переднюю ось, как у троллейбуса МТБ-82. В результате была получена укороченная модификация ЗиУ-5. Согласно сайту ЗАО «Тролза», было выпущено три машины, поставленные в Киров, Москву, Чебоксары. Кроме того, несколько троллейбусов ЗиУ-7 поступило в Воронеж.